# Siliștea (Teleorman)
Siliștea is een Roemeense gemeente in het district Teleorman.
Siliștea telt 2569 inwoners.